# Michel Robert Le Peletier des Forts
Michel Robert Le Peletier des Forts, hrabia de Saint-Fargeau (ur. w 1675, zm. 11 lipca 1740) – polityk francuski.

## Życiorys
Pochodził z rodziny wysokich urzędników państwa francuskiego. Syn Michela Le Peletier de Souzy, intendenta finansów i członka Rady Regencyjnej, oraz Mlle de Lamoignon, pochodzącej z rodziny wysokich urzędników sądowych.
W 1698 sprawował urząd maître des requêtes, w 1701 intendenta finansów, w 1719 radcy stanu oraz członka Rady Regencyjnej i komisarza generalnego finansów od 28 maja do 11 grudnia 1720.
14 czerwca 1726 został mianowany generalnym kontrolerem finansów przez Ludwika XV. Za namową kardynała André Hercule de Fleury wdrożył plan stabilizacji pieniądza, który zakładał powrót do systemu ferme générale i był kontynuowany przez jego następcę Philiberta Orry. Zmuszony do dymisji 19 marca 1730 w wyniku intrygi uknutej przez Chauvelina wiążącej się z aferą dotyczącą akcji Kompanii Indyjskiej. W tym samym roku został mianowany ministrem stanu.
W 1715 zakupił zamek w Saint-Fargeau. W 1727 mianowany członkiem honorowym francuskiej Akademii Nauk (Académie des sciences).